# GRIMP
GRIMP (Frans: Groupe de reconnaissance et d'intervention en milieu périlleux, in het Nederlands Groep voor Reddingen en Interventies op Moeilijke Plaatsen) is een specialisatie van de brandweer die reddingen en interventies verzorgt in een omgeving waar normale brandweertechnieken niet volstaan en men met touwtechnieken zal moeten werken.
Dergelijke teams staan in voor de veilige en snelle bevrijding van personen die zich op moeilijk bereikbare plaatsen bevinden. Dat kan gaan om plaatsen op grote hoogte of diepte (bijvoorbeeld bouwkranen en -putten) maar ook om besloten ruimtes (bijvoorbeeld tanks). In een natuurlijke omgeving kan dit ongevallen in rotsachtig, moeilijk of gevaarlijk terrein betreffen. Een GRIMP-team tracht het slachtoffer op een veilige en comfortabele manier te evacueren, zonder de veiligheid van zijn redders uit het oog te verliezen.

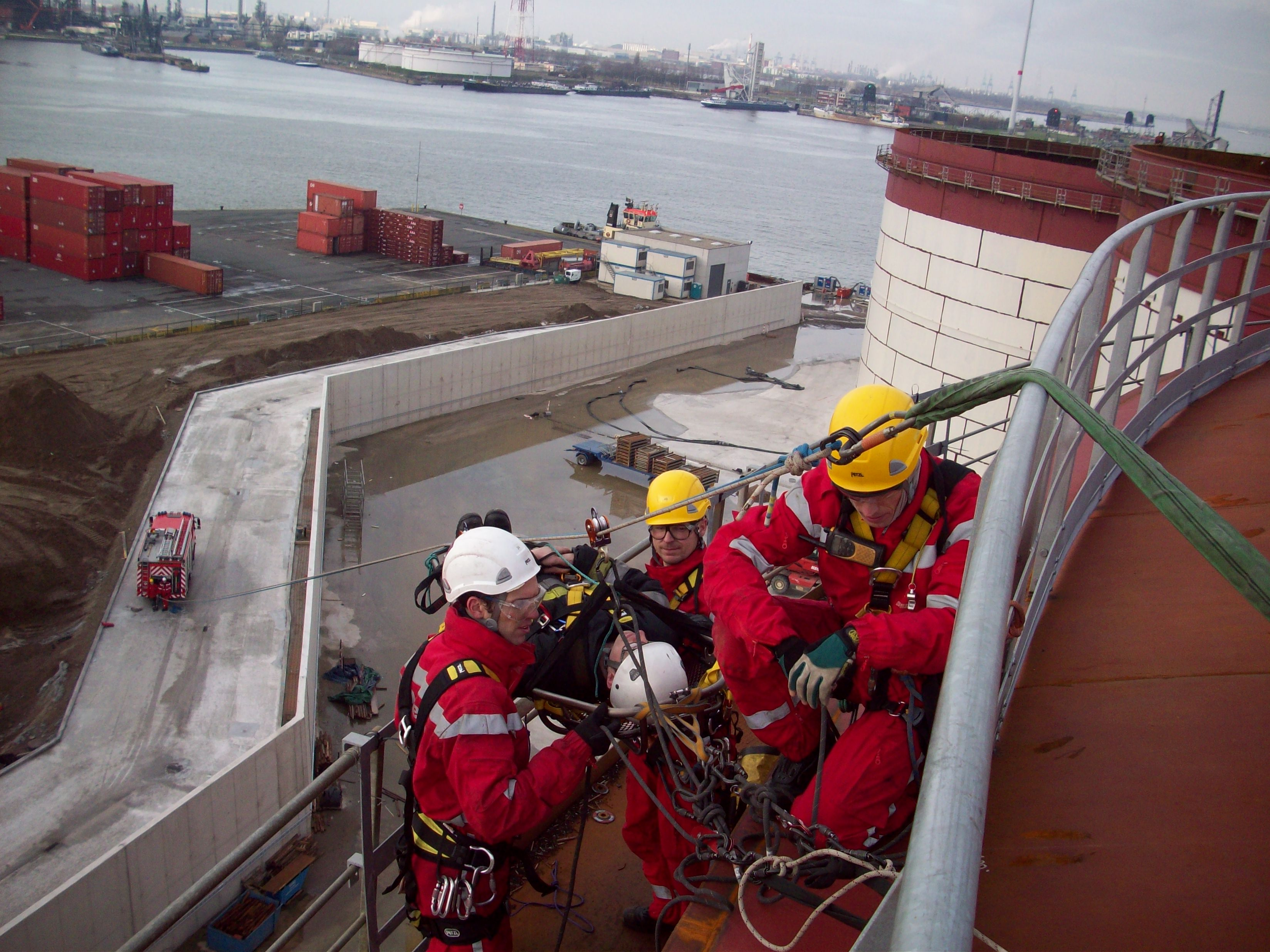
GRIMP-team in actie

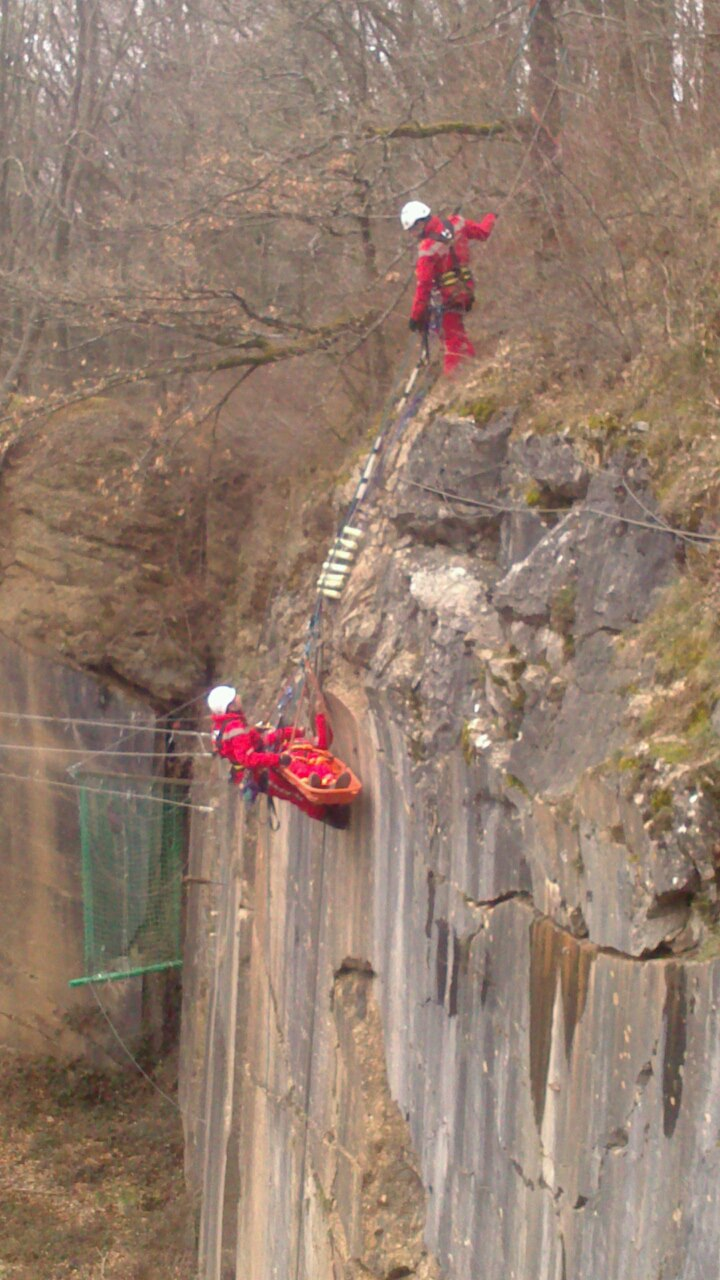
Een oefening in Antwerpen

## Geschiedenis

### Frankrijk
In het begin van de jaren 80 kwamen brandweerkorpsen in Frankrijk steeds meer in aanraking met ongevallen die zich afspeelden op gevaarlijk terrein. Door de explosieve groei van sportieve activiteiten in een avontuurlijke omgeving, kwamen deze mensen voor problemen te staan waar normale brandweertechnieken ontoereikend waren. Bij een aantal van hen die een opleiding bij de Franse Speleo-secours (reddingen in grotten) hadden genoten, ontstond het idee om deze reddingstechnieken ook toe te passen boven de grond. Verder moesten ook de interventiestructuur en bepaalde technieken aangepast worden voor gebruik door brandweerlieden zonder een achtergrond in de buitensport.
Na een experimentele stage in het Zuid-Franse Florac in 1983 werd het systeem verder ontwikkeld. Aan het begin van de jaren 90 werd GRIMP officieel opgericht als autoriteit binnen de Franse hulpdiensten wat betreft interventies op moeilijk terrein.

### België
In 1997 kwamen twee klimmers in nood bij een ongeval op de rotsen van Sy in de gemeente Ferrières. Eén ervan, Maurice Levaux, haalde hulp maar door de ontoereikende technische kennis van de brandweer kon zijn vriend niet op tijd gered worden. Aangedaan door dit incident besloot Levaux een professionele reddingsstructuur op te zetten in België. Hij werd lid van het brandweerkorps van Aywaille, waar hij zijn collega's in reddingstechnieken begon te bekwamen. In 2000 werd hij officieel teamleider nadat hij als eerste buitenlander de opleiding IMP3 in het Franse Florac succesvol afrondde. Ondertussen leidde hij meer dan 45 vormingen, waarbij zeker 350 brandweermensen werden opgeleid tot redders. 
Belangrijk aan de GRIMP is de interventiestructuur, waardoor niet alleen de veiligheid van het slachtoffer, maar ook de veiligheid van de redders nauwgezet in de gaten wordt gehouden. 
Door de specifieke gevaren van grotten en het hooggebergte zijn reddingen op deze terreinen niet het werkgebied van de GRIMP (o.a. Speleo-secours en PGHM ontfermen zich hier over).

## Chronologie

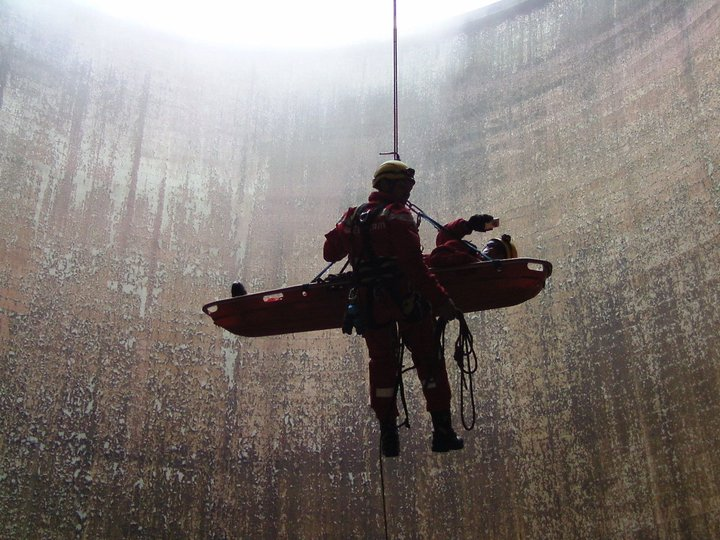
Hijsen van een brancard

- Voor 1983 - Korpsen die beroep konden doen op collega's met ervaring in de bergsport of speleologie, trachten hun leden te bekwamen in touwtechnieken. Ondanks hun toewijding en doorzettingsvermogen was er weinig uniformiteit in deze technieken.
- November 1983 - Door de inzet van Marceau Jouve, toenmalig Commandant in het korps van Clermont-Ferrand, werd besloten om bij wijze van experiment de technieken van Speleo-secours toe te passen in het korps
- December 1983 - Experimentele stage in Florac. De specialisatie werd 'TNS' gedoopt oftewel Techniques Nouvelles de Sauvetage (Nieuwe Reddingstechnieken)
- 1990 - Op vraag van binnenlandse zaken werd een werkgroep opgestart met specialisten om een verdere opleiding uit te werken. Vanaf dan werd er gesproken over GRIMP
- 1993-94 - Eerste cursussen worden uitgegeven
- 1999 - Op 1 september legt binnenlandse zaken de GRIMP in een rondzenden vast als nationaal erkende specialisatie.
- 2000 - Maurice Levaux, grondlegger van de GRIMP in België, legt succesvol de opleiding IMP3 af in Florac
- Ondertussen zijn er GRIMP-teams in Bolivia, Martinique, Tahiti en Algerije. Jaarlijks voert de GRIMP in Frankrijk alleen al ongeveer 2000 interventies uit.